# Broadcast Music Incorporated
La Broadcast Music Incorporated (BMI) è un'organizzazione statunitense preposta alla protezione e all'esercizio dei diritti d'autore (copyrights). Essa raccoglie i pagamenti delle licenze per conto dei suoi associati e li ridistribuisce loro sotto forma di diritti d'autore (royalties).

## Storia
BMI è stata fondata da dirigenti radio nel 1939 per fornire competizione nel campo dell'esercizio dei diritti d'autore, per assicurare il pagamento di tali diritti agli autori e agli editori musicali non rappresentati dalle organizzazioni esistenti, e per fornire una fonte alternativa di licenze. La società nacque come concorrente della ASCAP, che aveva fino ad allora dominato il mercato.
BMI è stata la prima organizzazione negli Stati Uniti a rappresentare cantautori blues, country, jazz, rhythm & blues, gospel, folk, Latin, ed infine, rock & roll. Durante gli anni quaranta e gli anni cinquanta, BMI fu la principale associazione nel settore per artisti Country e R&B, mentre ASCAP puntò principalmente su artisti Pop. Per tutto questo periodo, BMI ampliò il suo catalogo di musica classica, ed ora rappresenta la maggioranza dei membri della prestigiosa American Academy of Arts and Letters ed i vincitori di 29 Premi Pulitzer per la Musica.

## Business
Associazione no-profit, la BMI distribuisce licenze per utilizzatori di musica, inclusi:
- televisione e stazioni radio;
- nuovi media, inclusi Internet e dispositivi mobili come podcast e suonerie;
- servizi audio via satellite come XM e Sirius;
- nightclub, discoteche, hotel, bar, e ristoranti;
- orchestre sinfoniche, orchestre concertistiche, e formazioni di musica da camera;
- jukeboxe digitali;
- concerti dal vivo.

BMI traccia le esecuazioni pubbliche di 6,5 milioni di opere e raccoglie e distribuisce ricavi da licenze sotto forma di diritto d'autore ad oltre 350.000 autori, compositori ed editori musicali.
BMI annualmente organizza premi per i propri associati.
BMI può vantare artisti come Amy Lee, Lifehouse, Antonio Iorio, Billy Ray Cyrus, Billy Bob Thornton, e Three Days Grace.